# Chore ptaki umierają łatwo
Chore ptaki umierają łatwo (ang. Sick Birds Die Easy) – amerykańsko-gabońska przygodowa komedia dokumentalna z 2013 roku w reżyserii i według scenariusza Nicholasa Facklera.

## Obsada
- Nicholas Fackler
- Ross Brockley
- Dana Altman
- Emily Sutterlin
- David Matysiak
- Tatyo Poitevin
- Sam Martin

## Nagrody
- 13. MFF T-Mobile Nowe Horyzonty we Wrocławiu – najlepszy film w Międzynarodowym Konkursie „Filmy o sztuce”[1]